# Битва при Урумчі (1933)
Бій при Урумчі — збройний конфлікт у Сіньцзяні у 1933 між військами правителя провінції Сіньцзян та 36 дивізією урядової національно-революційної армії, в якій служили мусульмани. Китайський уряд таємно закликав Ма Чжун'їна атакувати Цзінь Шуженя, вдаючи, що Цзінь був визнаний як законний губернатор. Запеклі бої спалахнули біля воріт міста, і один із китайських командирів підпалив вулицю, де мусульманським військам вдалося прорватися через західні ворота, вбиваючи всіх у районі, включаючи біженців. Мусульмани були змушені відступити в зону поразки їх кулеметним вогнем, від якого з них багато хто і загинув.
Війська губернатора Сіньцзяна, складені з російських білогвардійців під керівництвом полковника Папенгута, згодом відбили атаку мусульманських солдатів. У Айчень оцінив кількість жертв при цьому в 2000 осіб. Місто було звільнено, коли підійшов Шен Шіцай і прогнав мусульманських солдатів. Загалом у конфлікті загинуло 6000 китайських і мусульманських солдатів.